# حوزه انتخابیه دوم تگزاس
حوزه انتخابیه دوم تگزاس یک حوزه انتخابیه مجلس نمایندگان آمریکا است که در ایالت تگزاس قرار دارد.